# Salve Regina (Scarlatti)

Les cinq Salve Regina du compositeur italien Alessandro Scarlatti sont des antiphonies mariales, œuvres religieuses écrites sur l'antienne catholique. Ils tous sont composés à partir de 1703, dans la période de maturité de Scarlatti.
Le Salve Regina est la plus chantée des quatre antiennes latines dédiées à la Vierge. À partir du XVIIe siècle s'impose la tradition de célébrer une messe à la Vierge le samedi soir, appelée populairement « Messe du Salve », pendant lequel le Salve Regina est entonné. Au début du XVIIIe siècle à Naples, le genre se transforme en pièce pour voix soliste et orchestre, mettant en valeur les chanteurs formés dans les conservatoires. Scarlatti laisse au moins cinq œuvres aux effectifs et styles différents.
La numérotation se fonde sur le travail de Benedikt Johannes Poensgen (2004) consacré aux œuvres sacrées liturgiques de Scarlatti.

## Œuvres
- Salve Regina [I], pour chœur à quatre voix (février 1703)[1]
- Salve Regina [II], pour chœur à quatre voix, deux violons et basse continue (vers 1706)[2]
- Salve Regina [III], pour soprano, cordes et basse continue, en ut mineur (avant 1716)[3]
- Salve Regina [IV], pour soprano, cordes et basse continue (après 1716)[4]
- Salve Regina [V], pour soprano, [contr]alto, cordes et basse continue, en fa mineur[5],[6] — authenticité douteuse